# جیرسون ماگرائو
جیرسون ماگرائو (به پرتغالی: Gérson Alencar de Lima Júnior) هافبک اهل برزیل است که در شهر Diadema و در تاریخ ۱۳ ژوئن ۱۹۸۵ به دنیا آمده‌است.
جیرسون ماگرائو در تیم‌های فوتبال کروزیرو سابقهٔ حضور دارد.